# Andullatie
Andullatie of andullatietherapie is een alternatieve geneeswijze waarbij mechanische trillingen in combinatie met rood en infrarood licht gebruikt worden om lichaamscellen te stimuleren en zo te komen tot pijnverlichting en ontspanning. Het essentiële instrument is een andullatiematras. De term "andullatie" is beschermd en wordt gepromoot door de firma Home Health Products (HHP).

## Ontwikkeling
De Belg Bruno Nuyttens ontwikkelde vanaf 2000 producten op basis van mechanische vibraties - geïnspireerd door een massagematras die hij zag op een Duitse beurs. In 2001 kwam de andullatiematras op de markt en werd het bedrijf HHP opgericht in het Belgische Oudenaarde. In 2002 werd er een filiaal in Duitsland geopend, in 2004 in Nederland (Breda), in 2007 in Frankrijk en in 2012 in Spanje.
Ter promotie van de producten werden er bekende personen ingeschakeld, zoals Gella Vandecaveye en Simon Mignolet. Eveneens ter promotie werd de IAAT (International Association for Andullation Technology) opgericht.

## Producten

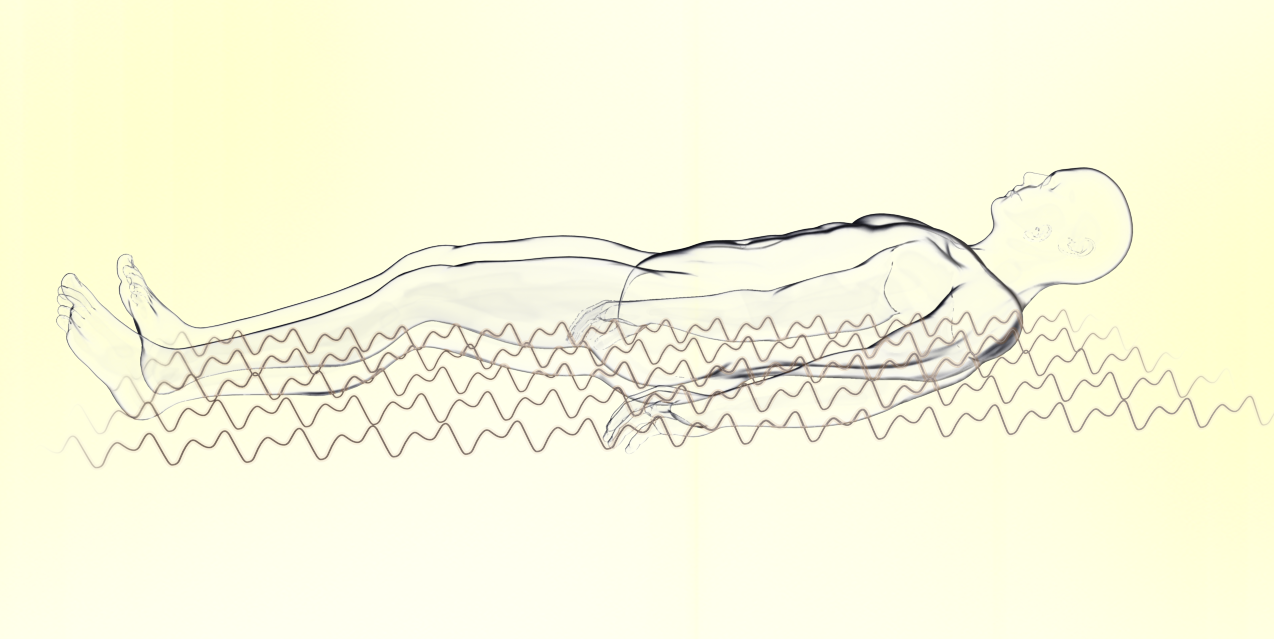
Toepassing van andullatietherapie

Het bekendst is de andullatiematras, maar in 2005 werd er ook een andullatiedeken voor paarden op de markt gebracht. In 2008 volgde een massagedeken voor honden.

## Effectiviteit
Het bedrijf beweerde zich te baseren op wetenschappelijk onderzoek dat de werking van andullatie zou aantonen. Deze claims worden bestreden. Zo hebben alleen enkele tests gericht op de veiligheid van de matrassen plaatsgevonden. De licht masserende werking kan aangenaam zijn, doch er is nog geen degelijk, onafhankelijk onderzoek naar de gezondheidseffecten op langere termijn.